# Skavkulla och Skillingenäs
Skavkulla och Skillingenäs è un'area urbana della Svezia situata nel comune di Karlskrona, contea di Kalmar.
La popolazione risultante dal censimento 2010 era di 621 abitanti.